# Sarah Rice
Sarah Rice (Okinawa, 5 marzo 1955 – New York, 6 gennaio 2024) è stata un'attrice teatrale e soprano statunitense.

## Biografia
Sarah Rice nacque in Giappone, dove il padre, membro dell'United States Air Force, era di stanza. Quando la bambina non aveva neanche un anno, la famiglia si trasferì in Arizona, dove, all'età di diciotto anni, Rice vinse un concorso di canto a Phoenix. Grazie alla vincita si trasferì a New York nei primi anni settanta ed esordì nell'Off-Broadway in un adattamento musicale de L'avaro di Molière, a cui seguì il ruolo della protagonista nel musical The Fantastiks. Nel 1976 recitò a Buffalo nel musical di Stephen Sondheim A Little Night Music, nel ruolo della giovane Anne.
Nel 1979 fece il suo debutto a Broadway in un altro musical di Sondheim, la prima assoluta di Sweeney Todd: The Demon Barber of Fleet Streeet, in cui recitò con Angela Lansbury; vinse il Theatre World Award per la sua interpretazione nel ruolo di Joanna e cantò il ruolo anche nell'incisione discografica del musical, premiata con il Grammy Award. Successivamente continuò a recitare in musical, opere e operette nel circuito regionali degli Stati Uniti. Nel 1986 fu Ofelia nell'Amleto ad Atlanta, mentre nel 1987 esordì sulle scene italiane, cantando in un tributo a Leonard Bernstein al Gran Teatro La Fenice di Venezia. Nel 1989 fu Sylvienne ne La vedova allegra alla Dallas Opera in occasione dell'ultima tournée statunitense di Joan Sutherland, sotto la direzione musicale di Richard Bonynge. Nella stessa stagione cantò come Cunegonda nell'operetta di Bernstein Candide al Guthrie Theater di Minneapolis.
Morì a New York il 6 gennaio 2024 all'età di 68 anni a causa di un cancro.

## Vita privata
Fu sposata con il suo manager John Hiller.